# Albești (okręg Vaslui)
Albești – wieś w Rumunii, w okręgu Vaslui, w gminie Albești. W 2011 roku liczyła 1016 mieszkańców.